# Jardin de Kyiv
Le jardin de Kyiv, auparavant désigné sous le nom de jardin des Abords-du-Petit-Palais, est un espace vert du 8e arrondissement de Paris, dans le quartier des Champs-Élysées. Il fait partie de l'ensemble des jardins des Champs-Élysées.

## Situation et accès
Le jardin est accessible par l'avenue Winston-Churchill, le cours la Reine et l'avenue Charles-Girault.
Il est desservi par les lignes 1 et 13 à la station Champs-Élysées - Clemenceau.

## Historique
Le jardin est créé en 2005 et est alors désigné usuellement par les services municipaux sous le nom de jardin des Abords-du-Petit-Palais, en raison de sa proximité avec le Petit Palais.
Dans le contexte de l'invasion russe de l'Ukraine, le Conseil de Paris décide, le 7 juin 2023, de donner à ce site le nom de jardin de Kyiv, en hommage à la capitale ukrainienne.
Le jardin de Kyiv est inauguré le 24 août 2023 en présence de la maire de Paris Anne Hidalgo et du maire de Kyiv Vitali Klitschko. Une inscription souligne qu'il rend hommage au peuple ukrainien.
Entre l'avenue Winston-Churchill et le jardin est installée une statue de l'ancien Premier ministre britannique ainsi qu'une fontaine.